# White Mountain Peak
White Mountain Peak je nejvyšší hora pohoří White Mountains, třetí nejvyšší hora Kalifornie a nejvyšší hora Kalifornie mimo pohoří Sierra Nevada.
Leží na jihovýchodě Kalifornie, v okrese Mono County.

## Geografie
White Mountain Peak leží ve střední části pohoří White Mountains, východně od pohoří Sierra Nevada. Severozápadně leží jezero Mono Lake, jihozápadně údolí Owens Valley, jižně až jihovýchodně pohoří Inyo Mountains a východně horské hřbety a mezihorské sníženiny Velké pánve. Hora i pohoří jsou již součástí fyzicko-geografického regionu Oblast pánví a hřbetů.

## Flora
Hora a pohoří leží ve srážkovém stínu Sierry Nevady. Krajina je bezlesá, vyprahlá a kamenitá. Pouze na některých svazích rostou nejstarší rostliny, respektive stromy na Zemi borovice dlouhověké (Pinus longaeva).